# Làng cau Cao Nhân
Làng cau Cao Nhân là một làng nghề trồng cau  truyền thống lâu đời của thành phố Thủy Nguyên, thành phố Hải Phòng; là vựa cau nổi tiếng của vùng đồng bằng Bắc Bộ; quê hương của giống cau Liên Phòng, là nơi đầu tiên và duy nhất tại Việt Nam xuất khẩu cau tính đến nay và là làng kinh doanh buôn bán cau hàng đầu Việt Nam. Là địa phương duy nhất được công nhận làng nghề truyền thống sản xuất và chế biến cau, làng cau Cao Nhân vẫn giữ được những nét đặc trưng của một làng quê Việt thuần nông và hiện đã trở thành một trong những địa điểm du lịch sinh thái thuộc ngoại thành Hải Phòng.

## Nghề trồng cau
Ở Cao Nhân, cau là cây trồng chính. Tại đây cau mọc thành rừng, phủ kín khắp làng, được ví như "xứ dừa Bến Tre". Xã có đến trên 300 ha trồng cau, chiếm trên 50% diện tích đất nông nghiệp toàn xã, 100% hộ gia đình trồng cau với quy mô từ vài chục đến hàng nghìn cây. Nghề trồng cau nơi đây đã có từ rất lâu đời; những kỹ thuật trồng cau được đúc kết và trao truyền qua các thế hệ từ đời này sang đời khác.

## Đặc điểm
Cau trồng ở Cao Nhân là giống cau liên phòng, còn gọi là cau truyền bẹ (một số tài liệu gọi là cau tứ quý), một giống cau ra quả quanh năm (giống khác ra quả theo mùa) và có tuổi thọ cao (đến 70 năm vẫn cho quả). Cây cau Cao Nhân mỗi năm ra 12 tàu lá, trổ khoảng 5 buồng quả, nhưng cây chỉ ôm được 3 đến 4 buồng quả. Mặc dù quả không to nhưng sai và đều (200-300 quả/buồng), ức buồng ngắn, cành dẻo, tua (tóc) quả to, cứng và có độ dài đều. Khi ăn cau giòn mềm, ngọt (do sơ mềm), đậm nước, hạt cau rất nhỏ; quết trầu có màu đỏ tươi.

## Quy trình trồng cau tại Cao Nhân

### Chọn cau làm giống
Tại Cao Nhân cau làm giống phải được chọn từ những cây tầm 25 năm tuổi, tàu lá xanh, dẻo và luột, đạt 9 đến 11 tàu trên thân. Sau khi chọn được cây, người trồng cau chọn buồng trên cùng của cây mà thời điểm thu hoạch rơi vào tháng 4, tháng 5 khi buồng đã chín, quả đỏ, vàng. Cuối cùng, chọn những quả tròn, đều, có kích thước từ trung bình trở lên để ươm.

### Ươm cau
Để ươm cau, người trồng cau tại Cao Nhân chọn một đám đất cao ráo, dễ thoát nước. Tiếp theo rải một lớp đất khô nỏ xuống bên dưới. Sau đó dùng đất màu đã để ải đập nhỏ, trộn với trấu, rải đều lên trên tạo thành một luống cao 25–30 cm. Cuối cùng, vùi cau giống xuống luống ươm, đầu hướng lên, vừa hé khỏi mặt luống đảm bảo khoảng cách giữa các quả giống 25–30 cm.
Trong quá trình ươm luôn đảm bảo độ ẩm cho luống.

### Trồng và chăm sóc
Sau khoảng một năm, vào thời điểm cuối thu khi cây nảy 2-3 lá mầm, bứng cau ra vườn trồng để khi sang xuân, gặp mưa dầm, cau bén rễ. Mỗi cây trồng một hố, rộng 70 cm, sâu 70 cm, khoảng cách các hố 1,7-2m. Mật độ trồng 60-70 cây/sào đảm bảo cây nào hưởng đủ nắng, gió.
Cau ưa phân chuồng ủ mục, phân tươi ngâm kỹ pha loãng, nước tiểu tưới trước kỳ nở hoa và trong thời gian nuôi quả. Sau mỗi vụ thu hoạch bổ sung thêm đất phù sa đã qua phơi ải cho vườn cau.

## Chế biến, kinh doanh và xuất khẩu cau
Cau Cao Nhân xuất khẩu sang thị trường Trung Quốc từ những năm 1988, ngay những năm đầu tiên khi Việt Nam đổi mới. Thị trường Trung Quốc có nhu cầu lớn về một số sản phẩm của cau như kẹo cau, cau khô. Từ đó đến nay nhiều cơ sở thu mua, sơ chế và chế biến cau xuất khẩu ở Cao Nhân được hình thành, biến nơi đây thành trung tâm thu mua và chế biến cau của cả nước. Năm 2007, Cao Nhân chính thức có thêm làng nghề chế biến cau. Cho đến giữa thập niên thứ hai của thế kỷ 21, Cao Nhân đã có trên 300 hộ tham gia thu mua, chế biến cau, có hàng chục cơ sở sấy và chế biến cau. Bên cạnh đó, người Cao Nhân đi khắp nơi lập xưởng chế biến cau xuất khẩu.

## Địa điểm du lịch
Cao Nhân ngày nay vẫn giữ được dáng nét làng quê Việt thuần nông với đình làng, những ngôi nhà ngói, nhà cổ, giàn trầu không, đụn rơm, cây đa, giếng nước, phiên chợ quê, 
trở thành một địa chỉ du lịch sinh thái, nghỉ dưỡng gắn kết tìm hiểu sinh hoạt, lao động, văn hóa làng nghề trồng cau và tục ăn trầu đã có từ xa xưa.